# Musée militaire de Belgrade

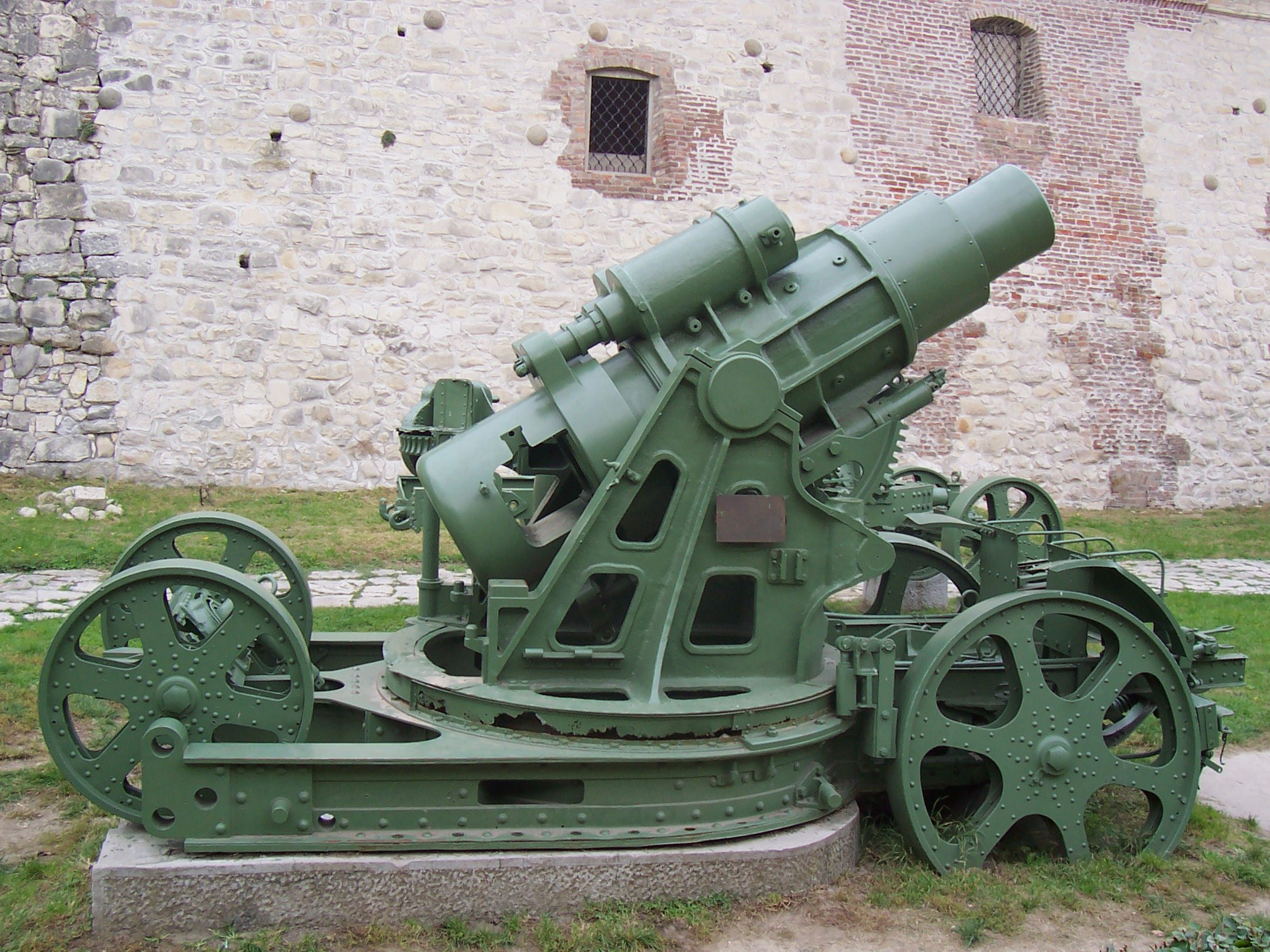
Škoda 305 mm Modèle 1911

Le musée militaire de Belgrade (en serbe cyrillique Војни музеј Београд et en serbe latin Vojni muzej Belgrad) est un musée de Belgrade, la capitale de la Serbie. Il est situé dans le parc Kalemegdan et dans la forteresse de Belgrade, qui dominent le confluent  de la Save et du Danube. Il a été créé le 10 août 1878 par le prince Milan IV Obrenović. Le musée militaire possède une collection riche de plus de 26 000 pièces.

## Collections
Le musée militaire de Belgrade possède des pièces datant de la Préhistoire, de la Grèce antique et de la période romaine, notamment des casques et des épées. 
La période médiévale est bien représentée dans les collections. Le musée présente des armures, des boucliers, des casques, des arbalètes ainsi que d'autres armes médiévales, serbes et occidentales. Il possède également deux lances et une armure turques provenant de la célèbre bataille de Kosovo Polje (1389). 
La période moderne et contemporaine est représentée par des armes à feu, des uniformes, des drapeaux et des médailles. Parmi les uniformes conservés, on peut citer ceux de soldats français et serbes de l'armée d'Orient qui libéra la Serbie en 1918 ainsi que celui que portait le roi Alexandre Ier de Yougoslavie lorsqu'il fut assassiné à Marseille en 1934.
On peut également y voir les restes d'un avion furtif F-117 abattu par l'armée serbe.
À l'extérieur du musée, on peut voir des chars, des voitures blindées et des obusiers yougoslaves, américains et soviétiques de la Seconde Guerre mondiale.